# Caloptilia cryphia
Caloptilia cryphia är en fjärilsart som beskrevs av Lajos Vári 1961. Caloptilia cryphia ingår i släktet Caloptilia och familjen styltmalar.
Artens utbredningsområde är Namibia. Inga underarter finns listade i Catalogue of Life.